# Баллабіо
Баллабіо (італ. Ballabio) — муніципалітет в Італії, у регіоні Ломбардія,  провінція Лекко.
Баллабіо розташоване на відстані близько 510 км на північний захід від Рима, 55 км на північ від Мілана, 6 км на північ від Лекко.
Населення — 4083 особи (2014).

## Демографія
Населення за роками:

Станом на 1 січня 2023 року в муніципалітеті офіційно проживало 279 іноземців з 45 країн, серед них 60 громадян країн Євросоюзу та 3 громадяни України.

## Сусідні муніципалітети
- Аббадія-Ларіана
- Кремено
- Лекко
- Манделло-дель-Ларіо
- Мортероне
- Пастуро